# Kazimieras Musteikis
Kazimieras Musteikis (* 6. Januar 1928 in Laučiūniškė, Wolost Salakas, Bezirk Zarasai (jetzt Rajongemeinde Ignalina); † 29. September 2019 in Vilnius) war ein litauischer Sprachwissenschaftler, Slawist und Professor.

## Leben
Ab 1936 besuchte Kazimieras Musteikis die Schule. Im Jahr 1939 absolvierte er die Grundschule Baibiai (Rajongemeinde Zarasai) und lernte dann in Antalieptė sowie von 1941 bis 1948 am Kazimieras-Būga-Gymnasium Dusetos. Nach dem Abitur absolvierte er von 1948 bis 1952 das Studium am Vilniaus pedagoginis institutas in Vilnius und 1952 bis 1953 am Institut in Moskau.
Von 1953 bis 2000 lehrte er am Vilniaus pedagoginis institutas, ab 1977 als Professor. 1974 promovierte er in der russischen Philologie. Von 1958 bis 1982 und wieder ab 1986 leitete er den Lehrstuhl der russischen Sprache. Von 1982 bis 1986 lehrte er an der Universität Leipzig.